# Matthias Verreth
Matthias Verreth (Herentals, 20 de febrero de 1998) es un futbolista belga que juega en la demarcación de extremo para el S. S. C. Bari de la Serie B.

## Biografía
Tras empezar a formarse como futbolista en las filas inferiores del PSV Eindhoven, finalmente en 2016 ascendió al segundo equipo. Hizo su debut el 26 de febrero de 2016 contra el Achilles '29. En 2018 subió al primer equipo, haciendo su debut el 26 de septiembre de 2018 contra el Excelsior Maassluis en la Copa de los Países Bajos. En julio de 2019 abandonó el conjunto de Eindhoven para jugar en el Waasland-Beveren. Tras año y medio en Bélgica, en enero de 2021 fue cedido al Kolding IF. Con el final de temporada volvió al club de origen antes abandonarlo definitivamente en enero de 2022 para unirse al F. C. Eindhoven. Seis meses después fichó por el Willem II, donde estuvo dos campañas en las que disputó 73 partidos y consiguió un ascenso a la Eredivisie en la segunda de ellas. Dejó el club para irse a Italia, país en el que jugó para el Brescia Calcio y la S. S. C. Bari.

## Clubes
| Club                | País         | Año       | Partidos | Goles |
| ------------------- | ------------ | --------- | -------- | ----- |
| Jong PSV            | Países Bajos | 2016-2019 | 81       | 16    |
| PSV Eindhoven       | Países Bajos | 2018-2019 | 3        | 0     |
| Waasland-Beveren    | Bélgica      | 2019-2021 | 24       | 1     |
| Kolding IF (cedido) | Dinamarca    | 2021      | 13       | 0     |
| Waasland-Beveren    | Bélgica      | 2021-2022 | 9        | 0     |
| F. C. Eindhoven     | Países Bajos | 2022      | 20       | 0     |
| Willem II           | Países Bajos | 2022-2024 | 73       | 5     |
| Brescia Calcio      | Italia       | 2024-2025 | 34       | 3     |
| S. S. C. Bari       | Italia       | 2025-     |          |       |